# Calvin Klein

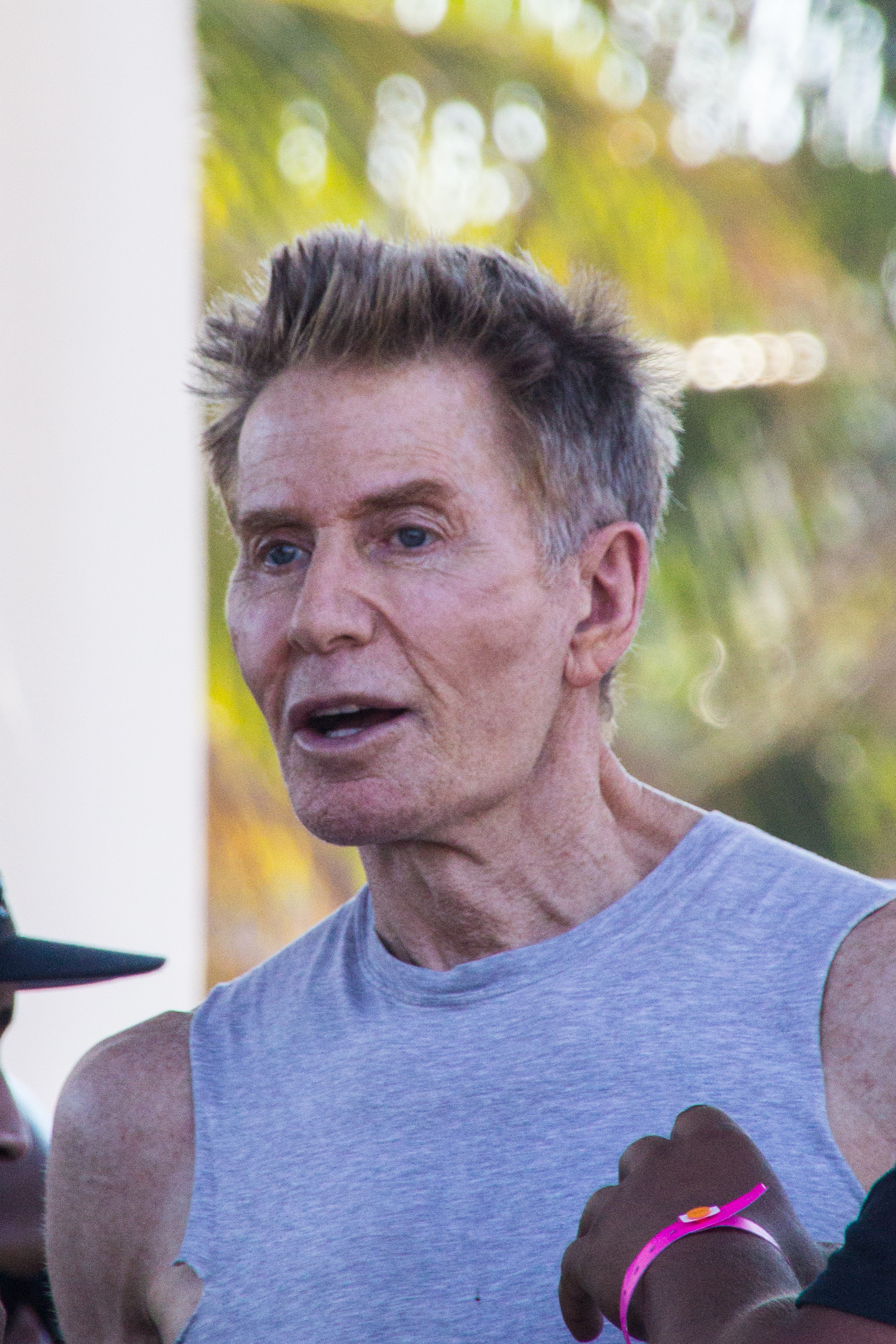
Calvin Klein in Miami Beach (2014)

Calvin Richard Klein (* 19. November 1942 in der Bronx, New York City) ist ein US-amerikanischer Modedesigner. Er gründete 1968 zusammen mit Barry K. Schwartz das Bekleidungsunternehmen Calvin Klein, Inc., das 2003 durch die PVH Corp. übernommen wurde.

## Leben
Der Sohn jüdischer Einwanderer (sein Vater Leo Klein stammte aus Ungarn, die Familie seiner Mutter Flore Stein hat Wurzeln in Österreich) schloss im Jahr 1960 die High School of Art and Design in Midtown Manhattan ab und studierte in der Folge am Fashion Institute of Technology in Chelsea (Manhattan), wo er 1963 seinen Abschluss in Modedesign machte. Danach arbeitete er als freier Designer für andere Modehäuser in Manhattan. Ende Dezember 1967 gründete Klein mit finanzieller Hilfe eines Schulfreundes die nach ihm benannte Bekleidungsfirma Calvin Klein in New York City.
Er stellte seine erste kleine Kollektion von drei Kleidern und sechs Mänteln für Damen im März 1968 in einem New Yorker Hotel aus und erzielte schließlich einen Auftrag des Modehauses Bonwit Teller. Andere amerikanische Modehäuser, darunter Macy’s, zogen nach. Mit seiner schlicht-puristischen, zeitlos-modernen Mode mit klaren Linien in dezent-einfarbigen Stoffen machte Klein sich rasch einen Namen in der New Yorker Modeszene. Persönliche Kontakte Kleins zu Modemagazinen wie Vogue und Harper’s Bazaar unterstützten die Vermarktung der Calvin-Klein-Kollektionen. 1973 erhielt Klein für seine inzwischen 74-teilige Damenkollektion seinen ersten Coty Award, den Vorläufer der CFDA Fashion Awards. 1974 und 1975 erhielt er den Coty Award erneut. Den CFDA Fashion Award bekam er schließlich 1981, 1983, 1987 (beste amerikanische Modekollektion), 1993 (in zwei Kategorien: Damen- und Herrenmode), 1998/99 (Herrenmode) und 2001 (Lebenswerk) verliehen.
Klein heiratete 1964 Jayne Centre, mit der er eine gemeinsame Tochter namens Marci hat. 1974 ließ sich Klein scheiden. 1986 heiratete er Kelly Rector, von der er sich 1996 trennte; 2006 wurde diese Ehe geschieden.
Seit seinem Abschied von seinem Modeunternehmen waren Kleins gleichgeschlechtliche Partnerschaften verstärkt Thema in der Presse. Klein lebt seit 2003 in Southampton in den Hamptons und scheut öffentliche Auftritte.